# Albânia-Argentina em futebol
Albânia-Argentina em futebol refere-se ao confronto entre as seleções da Albânia e da Argentina no futebol. As duas equipes enfrentaram-se apenas uma vez, em partida amistosa realizada em Buenos Aires, em 2011, com goleada argentina por 4 a 0.

## Histórico
Histórico do confronto entre Albânia e Argentina no futebol profissional, categoria masculino:
| Data                | Cidade                 | Jogo                | Resultado | Competição    |
| 20 de junho de 2011 | Buenos Aires Argentina | Argentina - Albânia | 4 - 0     | jogo amigável |

## Estatísticas
- Atualizado até 15 de julho de 2014 [2]

| Equipe    | Jogos | Vitórias | Empates | Gols marcados |
| --------- | ----- | -------- | ------- | ------------- |
| Albânia   | 1     | 0        | 1       | 0             |
| Argentina | 1     | 1        | 1       | 4             |

### Números por competição
| Competição    | Jogos | Vitórias da Albânia | Empates | Vitórias da Argentina | Gols da Albânia | Gols da Argentina |
| ------------- | ----- | ------------------- | ------- | --------------------- | --------------- | ----------------- |
| Jogo amigável | 1     | 0                   | 0       | 1                     | 0               | 4                 |
| Total         | 1     | 0                   | 0       | 1                     | 0               | 4                 |

### Artilheiros
- Atualizado até 15 de julho de 2014

| Gols  | Albânia | Argentina                                                   |
| ----- | ------- | ----------------------------------------------------------- |
| 1 gol | -       | Carlos Tévez, Ezequiel Lavezzi, Lionel Messi, Sergio Agüero |
| Total | 0       | 4                                                           |